# Avinor

Avinor AS är Norges största ägare av flygplatser. I dag äger Avinor 45 flygplatser i Norge. Dessutom äger Avinor säkerhetsinstallationer av olika slag - till exempel radar, radiofyrar, fjärrstyrda basstationer för flygradiosamband och kontrollcentraler. 2003 blev Avinor omgjort till aktiebolag helägt av norska staten. Ägandet förvaltas av Samferdselsdepartementet.
Avinor var tidigare en myndighet och hette då Luftfartsverket.